# Поцілунок жінки-павука (фільм, 1985)
«Поцілунок жінки-павука» — американо-бразильський кінофільм, зрежисований Гектором Бабенко у 1985 році. Перша екранізація однойменного роману Мануеля Пуїга (друга здійснена у 2025 році).

## Сюжет
Двоє в південноамериканській в'язниці ділять одну камеру, один — гомосексуал — за «непристойну поведінку», інший за політичними мотивами. Поки перший пробує втекти від реальності, інший думає про причини ситуації, що виникла. Їм доведеться навчитися розуміти й поважати один одного.

## В ролях
| Актор            | Персонаж                            |
| ---------------- | ----------------------------------- |
| Вільям Герт      | Луїс Моліна                         |
| Рауль Хулія      | Валентин Аррегві                    |
| Сонія Брага      | Лені Ламаісон / Марта / Жінка-павук |
| Жозе Левгой      | Наглядач                            |
| Мілтон Гонсалвіш | Офіцер таємної поліції              |
| Міріам Пірес     | Мати (як Міріам Пирес)              |
| Нуно Леал Майя   | Гавриїл                             |
| Фернандо Торрес  | Амеріко                             |
| Патрісіо Биссо   | Грета                               |
| Ерсон Капрі      | Вернер                              |
| Денізе Дюмон     | Мішель (як Деніз Дюмон)             |
| Нільду Паренте   | Лідер Спротиву                      |
| Антоніу Петрін   | Клишоногий (як Антоніо Петрін)      |
| Вілсон Грей      | Лакей                               |
| Мігель Фалабелла | Лейтенант                           |

## Нагороди
Приз МКФ та премія «Оскар».
- 1985 — Вільям Герт — Премія «Оскар» за найкращу чоловічу роль
- також інші нагороди